# ستيفن س. ميلر
ستيفن س. ميلر (بالإنجليزية: Steven C. Miller)‏ هو كاتب سيناريو ومونتير ومخرج أمريكي، ولد في 8 مارس 1981 في ديكاتور في الولايات المتحدة.

## وصلات خارجية
- الموقع الرسمي
- ستيفن س. ميلر على موقع IMDb (الإنجليزية)
- ستيفن س. ميلر على موقع روتن توميتوز (الإنجليزية)
- ستيفن س. ميلر على موقع ألو سيني (الفرنسية)
- ستيفن س. ميلر على موقع أول موفي (الإنجليزية)
- ستيفن س. ميلر على موقع قاعدة بيانات الأفلام السويدية (السويدية)
- ستيفن س. ميلر على موقع قاعدة بيانات الفيلم (الإنجليزية)
- ستيفن س. ميلر على موقع كينوبويسك (الروسية)